# 마사 P. 헤인즈
마사 패트리샤 헤인즈 (Martha Patricia Haynes, 1951년 4월 24일~)는 전파천문학과 외부은하천문학 분야에서 활동하고 있는 미국의 천문학자이다.
코넬대학교 문리대학의 천문학과에서 저명한 교수이다. 미국 및 국제천문학계의 여러 고위 위원회에서 활동한 것으로 알려져 있다. 2003년부터 2008년까지 전미과학공학의학한림원 공학및물리학 분과의 자문위원회에서 활동하였고, 전미과학공학의학한림원에서 10년마다 발표하는 "10년 조사 보고 및 계획서"(Decadal survey)의 2010년 천문학 및 천체물리학 분야 발간을 맡았다. 2006년부터 2012년까지 국제천문연맹 집행위원회의 부회장을 역임했으며 1994년부터 2016년까지 관련대학연합(Associated Universities Inc) 기구의 위원을 두번 역임하였으며, 1년간 대표권한대행으로 활동하기도 하였다.

## 학문 분야 활동
헤인즈는 1973년 웰즐리 칼리지에서 물리학 및 천문학 학사로 졸업한 후, 인디애나 대학교에서 1975년 석사 학위, 1978년 박사 학위를 취득하였다. 1978년부터 1981년까지 미국국립천문학전리층센터(아레시보 천문대)에서 재직하였고, 그린뱅크전파천문대의 부관리자로 이직하였다. 1983년에 코넬대학교의 교수진으로 합류하였다. 그곳에서 공동 작업자인 리카르도 지오바넬리와 함께 전파망원경을 사용하여 우주의 은하분포지도를 작성하였다.
아레시보 천문대에서 진행된 ALFALFA 조사 프로젝트의 공동주관자였는데 그 전신인 ALFA 조사에서도 참여하였다.
리카르도 지오바넬와 함께 1990년대 중반에 '세로 차난토로 아타카마 전파망원경'(Cerro Chajnantor Atacama Telescope; CCAT ) 개발에 참여했으며, '프레드 영 서브밀리미터 전파망원경'이 먼저 건설되었다. 마사 헤인즈는 2020년부터 CCAT 망원경 프로젝트 이사회의 의장을 맡고 있다.

## 수상 내역
- 1989년, 마사 헤인즈는 리카르도 지오바넬리와 함께 "관측가능한 우주의 두드러진 대규모 필라멘트 구조에 대한 최초의 3차원 지도"로 헨리 드레이퍼 메달을 수상하였다.
- 1999년, 미국예술과학아카데미 회원이 되었고, 2000년에는 미국국립과학원 회원이 되었다.
- 2019년, "천체물리학 연구에 대한 평생의 뛰어난 업적과 공헌"으로  캐서린 울프 브루스 골드 메달을 수상했다.[6]
- 2001년 로웰천문대 부설 앤더슨메사관측소에서 로웰천문대 지구근접천체관측 (LONEOS)프로그램을 통해 발견한 소행성을 26744 마사헤인즈로 명명하여 헌정하였다. 이는 2019년 11월 8일 국제천문연맹 소행성센터를 통해 공표되었다.(M.P.C. 118219 ).
- 2020년 '칼 G. 젠스키 리더십 상'을 수상하였다.[7]
- 2020년 미국천문학회의 레거시 펠로우로 선출되었다.[8]

## 개인사
레인즈는 공동연구자 리카르도 지오바넬리와 결혼하여, 뉴욕주 이타카에 거주하고 있다.

## 주요 저작
- Haynes, M. P., and R. Giovanelli. "Large-Scale Structure in the Local Universe: The Pisces-Perseus Supercluster." In Large-Scale Motions in the Universe, V. C. Rubin and G. F. Coyne, eds. (Princeton: Princeton University Press, 1988), 45.
- Haynes, M. P. "Evidence for Gas Deficiency in Cluster Galaxies." In Clusters of Galaxies, W. R. Oegerle, M. J. Fitchett, and L. Danly, eds. (New York: Cambridge University Press, 1990), 177.
- Vogt, N. P., T. Herter, M. P. Haynes, and S. Courteau. "The Rotation Curves of Galaxies at Intermediate Redshift." Astrophys. J. Lett. 415 (1993).
- Roberts, M. S., and M. P. Haynes. "Variation of Physical Properties along the Hubble Sequence." Annu. Rev. Astron. Astrophys. 32, 115 (1994).
- Haynes, M. P., and A. H. Broeils. "Cool HI Disks in Galaxies." In Gas Disks in Galaxies, J. M. van der Hulst, ed. (New York: Springer-Verlag, 1995), to appear.[2]